# Lữ đoàn 46 (Ukraina)
Lữ đoàn Cơ động Đường không Độc lập số 46 (tiếng Ukraina: 46-та окрема аеромобільна бригада; 46 ОАеМБр) là một lữ đoàn của Lực lượng Cơ động Đường không của Ukraina. Lữ đoàn được thành lập năm 2016 làm một lữ đoàn xung kích hạng nặng trang bị các vũ khí thời Liên Xô hoặc kiểu Liên Xô như xe bọc thép chở quân BTR-3, xe chiến đấu bộ binh BMP-1, xe tăng chiến đấu chủ lực T-80. Sau khi thành lập và huấn luyện, tháng 1 năm 2017 lữ đoàn bắt đầu chiến đấu ở vùng Donbas.
Khi Nga xâm lược Ukraina, Vương quốc Anh đã hỗ trợ Ukraina bằng nhiều cách trong đó có huấn luyện và trang bị các đơn vị của Ukraina. Lữ đoàn 46 được huấn luyện các chiến thuật kiểu NATO và được trang bị vũ khí, trang bị kiểu NATO, và chuyển thành một lữ đoàn cơ động. Đầu năm 2023, lữ đoàn được điều động đến mặt trận phía nam tham gia cuộc phản công nhằm cắt đứt tuyến kết nối của Nga đến Kherson và bán đảo Krym. Khi cuộc phản công này không tiến triển hiệu quả và quân Nga bắt đầu tấn công mạnh ở mặt trận phía đông Ukraina và mặt trận Kharkiv, lữ đoàn được điều tới mặt trận Marinka (huyện Pokrovsk, tỉnh Donetsk).

## Phiên chế
Về cơ cấu tổ chức, ngoài lữ đoàn bộ, Lữ đoàn 46 bao gồm:
- 4 tiểu đoàn cơ động
- 1 nhóm hỏa lực lữ đoàn: được trang bị lựu pháo tự hành 122 ly 2S1, lựu pháo kéo 122 ly D-30, pháo phản lực phóng loạt 122 ly BM-21, khẩu đội súng chống tăng
- 1 tiểu đoàn phòng không: được trang bị pháo phòng không tự hành Shilka
- 1 đại đội UAV trinh sát và tấn công
- các đơn vị hỗ trợ (thông tin, công binh, hậu cần, quân y...)